# Nymphée de Gennes
Le nymphée de Gennes est un nymphée gallo-romain situé à Gennes (Maine-et-Loire), à une dizaine de kilomètres en aval de Saumur sur la Loire au lieu-dit Mardron.

## Localisation
Le nymphée est situé dans une propriété privée, au lieu-dit Mardron près de l'église Saint-Vétérin sur la commune de Gennes. Sa façade est orientée au nord-ouest.

## Description
Les fouilles ont permis le dégagement de l'abside de 3,94 mètres de rayon, dont les piliers terminaux, en saillie,  atteignent 4,75 mètres de hauteur. Dans la cella, six pilastres devaient supporter les statues des nymphes placées dans des niches, mais on n'a retrouvé qu'un bras de femme. L'eau était amenée au nymphée par un aqueduc de 800 mètres de long qui vient de la fontaine de Chapeau dont il est dit qu'elle a des pouvoirs bénéfiques.

## Historique
C'est en 1812 que le nymphée a été pour la première fois décrit par Jean-François Bodin qui voyait des bains dans les deux mètres de paroi en demi-cercle qui sortait du sol. En 1839, V Godard-Faultrier reconnaît le parcours de l'aqueduc jusqu'au nymphée. Le monument est complètement mis au jour par Charles d'Achon et Paul de Farcy entre 1882 et 1898. 
L'édifice est classé au titre des monuments historiques en 1983.